# Мировое эхо
Мировое эхо (LDE, англ. Long delayed echo) — особый вид эха в диапазоне радиоволн, которое возвращается через время от 1 до 40 (и даже более) секунд после радиопередачи и которое иногда наблюдается в диапазоне коротких волн. Это явление было впервые зарегистрировано в 1927 году скандинавским радиоинженером Йоргеном Халсом (Jorgen Hals), который около года скрывал наличие такого труднообъяснимого эффекта.
Впоследствии эффект LDE был исследован многими радиоинженерами и радиолюбителями во всём мире, в том числе действующими учёными. Были созданы немногочисленные радио-экспедиции, которые документально зафиксировали наличие и объективное существование интересного явления.
Наиболее популярная теория утверждает, что радиосигналы оказываются в ловушке между двумя слоями ионосферы, и, многократно отражаясь, огибают Землю несколько раз до тех пор, пока наконец не находят выход через нижний слой. Также есть мнение, что большие задержки в приеме эхо связаны с тем, что радиосигналы многократно сначала отражаются от Луны, потом от Земли, потом снова от Луны и т. д.
Альтернативная гипотеза, выдвинутая Дунканом Луненом в 1970-х, утверждает, что эхо порождает инопланетный зонд, который таким способом пытается установить контакт. В пользу этой теории приводятся факты о том, что мощность эхо-сигнала больше, чем была бы при простом отражении от некоего препятствия, а также то, что при больших задержках мощность эхо-сигнала такая же, как при малых задержках. Считается, что инопланетный зонд (если таковой есть или мог бы быть) мог бы находиться в так называемых точках Лагранжа. С помощью оптических средств наблюдения, а также радаров, ни в одной из этих точек инопланетный зонд не был обнаружен. Многие исследователи LDE скептически относятся к теории «установления контакта» инопланетным зондом, обосновывая это тем, что контакт можно было бы устроить гораздо проще, чем перехватом земных радиосигналов и посылкой их обратно.
Также существует теория, согласно которой радиоволны отражаются от плазменного облака (облаков), находящегося в космическом пространстве на некотором удалении от Земли.
Ещё одной особенностью «эха длинной задержки» (LDE) является то, что при его возвращении радиосигнал практически не претерпевает спектральных искажений (что невозможно в случае отражения от облака плазмы). Также, при отражении от Луны наблюдается доплеровское смещение, чего не наблюдается при LDE. Эти свойства LDE оставляют вопрос происхождения феномена открытым.